# 전청천
전청천(田聽天, ?~?)은 전한 후기의 관료이다. 천쯔(陈直)는 《예석》 권20에 기록된 척창장전군비(斥彰長田君碑)에 근거하여, 자는 흥선(興先)이라고 주장하였다.

## 행적
오봉 3년(기원전 55년), 집금오에 임명되었다.
감로 2년(기원전 52년), 정위에 임명되었다.
감로 4년(기원전 50년), 다른 관직으로 옮겨졌으나 무엇인지는 알 수 없다.

## 출전
- 반고, 《한서》 권19하 백관공경표(百官公卿表) 下